# Ælfgifu de Northampton
Pour les articles homonymes, voir Ælfgifu.
Titre
Régente de Norvège
1030 – vers 1034
Ælfgifu de Northampton est une noble anglo-saxonne du début du XIe siècle. Épouse du roi Knut le Grand, elle assure la régence du royaume de Norvège au nom de leur fils Sven dans la première moitié des années 1030.

## Biographie

### Origines
Ælfgifu est la fille d'Ælfhelm, lui-même fils de Wulfrun, une importante propriétaire terrienne de l'ancien royaume de Mercie. Son épithète « de Northampton » reflète l'ancrage géographique de sa famille dans les Midlands. Son père occupe une place importante à la cour du roi Æthelred le Malavisé au tournant du XIe siècle : il est élevé au rang d'ealdorman de Northumbrie vers 994 et apparaît comme témoin sur les chartes royales aux côtés de son fils le thegn Wulfheah jusqu'en 1006. Cette année-là, Ælfhelm est exécuté et ses fils Wulfheah et Ufegeat aveuglés, semble-t-il sur ordre du roi et à l'instigation d'un autre ealdorman, Eadric Streona.

### Mariage
En 1013, le roi danois Sven à la Barbe fourchue envahit l'Angleterre. Æthelred s'enfuit en Normandie à Noël tandis que Sven est reconnu roi par la noblesse anglaise. C'est probablement vers cette période qu'Ælfgifu épouse Knut, le fils de Sven, qui se gagne ainsi de solides appuis dans le Nord de l'Angleterre.
Knut et Ælfgifu ont deux fils, Sven, dit « Alfífuson » (vers 1015-1036), et Harold, dit « Pied-de-Lièvre » (vers 1016-1040). Leurs noms sont ceux du père de Knut et de son grand-père Harald à la Dent bleue, selon la coutume danoise de l'époque.
Sven meurt le 3 février 1014 et le trône est alors disputé entre Æthelred, rappelé par la noblesse anglaise, puis son fils Edmond Côte-de-Fer, et Knut le Grand, le fils cadet de Sven. Edmond, vaincu en octobre 1016 à la bataille d'Assandun, est contraint d'accepter un partage de l'Angleterre avec Knut. Ce dernier devient seul roi d'Angleterre à la mort d'Edmond, le 30 novembre 1016.
En juillet 1017, afin d’affermir sa prise de pouvoir en Angleterre, Knut épouse Emma de Normandie, veuve d'Æthelred le Malavisé et sœur du duc Richard II de Normandie. Pour Knut, cette alliance a le mérite de rallier à sa cause les partisans de l’ancienne dynastie et de conclure une alliance avec le duc de Normandie, qui autrement pourrait être tenté de soutenir la cause de ses neveux. Il ne semble pas que Knut se soit séparé pour autant d’Ælfgifu de Northampton qui continue de vivre à la cour.

### Régente de Norvège
Vers 1030, Knut confie à son fils Sven le royaume de Norvège, dont il a fait la conquête en 1028, en instituant sa mère comme régente.
Dans la tradition, la tutelle sur le royaume exercée par Ælfgifu (son fils Sven n'ayant que 12 ans) est perçue comme une catastrophe. Ce choix va à l'encontre des traditions antérieures qui prévoient qu'un représentant local issu de l'aristocratie norvégienne, généralement un jarl de Lade, soit nommé comme régent en l'absence du roi. L'Ágrip af Nóregskonungasögum décrit cette régence en ces mots : « la misère du peuple devint totale [...] La vie sous leur autorité fut éprouvante, aussi bien à cause de leur tyrannie que des mauvaises récoltes. ». Selon Lucie Malbos, ceci peut être une reconstruction par un auteur tardif qui associe des thèmes bibliques à une mauvaise gestion du royaume.
Elle augmente les impôts et impose des lois danoises aux Norvégiens. Les jugements s’accompagnent de peines particulièrement sévères et les Norvégiens, n’appréciant pas d’être gouvernés par une femme étrangère et arrogante se révoltent[Information douteuse]. Les Norvégiens chassent Sven et Ælfgifu vers 1034 et rappellent Magnus, le fils du roi Olaf II vaincu par Knut et envoyé en exil chez les Rus' de Kiev.

### La succession de Knut
Knut meurt le 12 novembre 1035, avant d’avoir pu intervenir en Norvège, et Sven meurt peu après, en 1036. Hardeknut tient fermement le Danemark, mais le trône d’Angleterre reste vacant. Ælfgifu se rend en Angleterre avec son second fils Harold et deux factions, l’une soutenant Hardeknut, l’autre Harold se disputent l’Angleterre.
À partir de 1036, Ælfgifu n’est plus mentionnée par les chroniques. Harold se maintient cinq ans en Angleterre, pendant qu’Hardeknut, occupé à repousser une invasion norvégienne, ne peut pas intervenir en Angleterre. Il ne pourra prendre possession de l’Angleterre qu’en 1040, à la mort d’Harold.

## Postérité

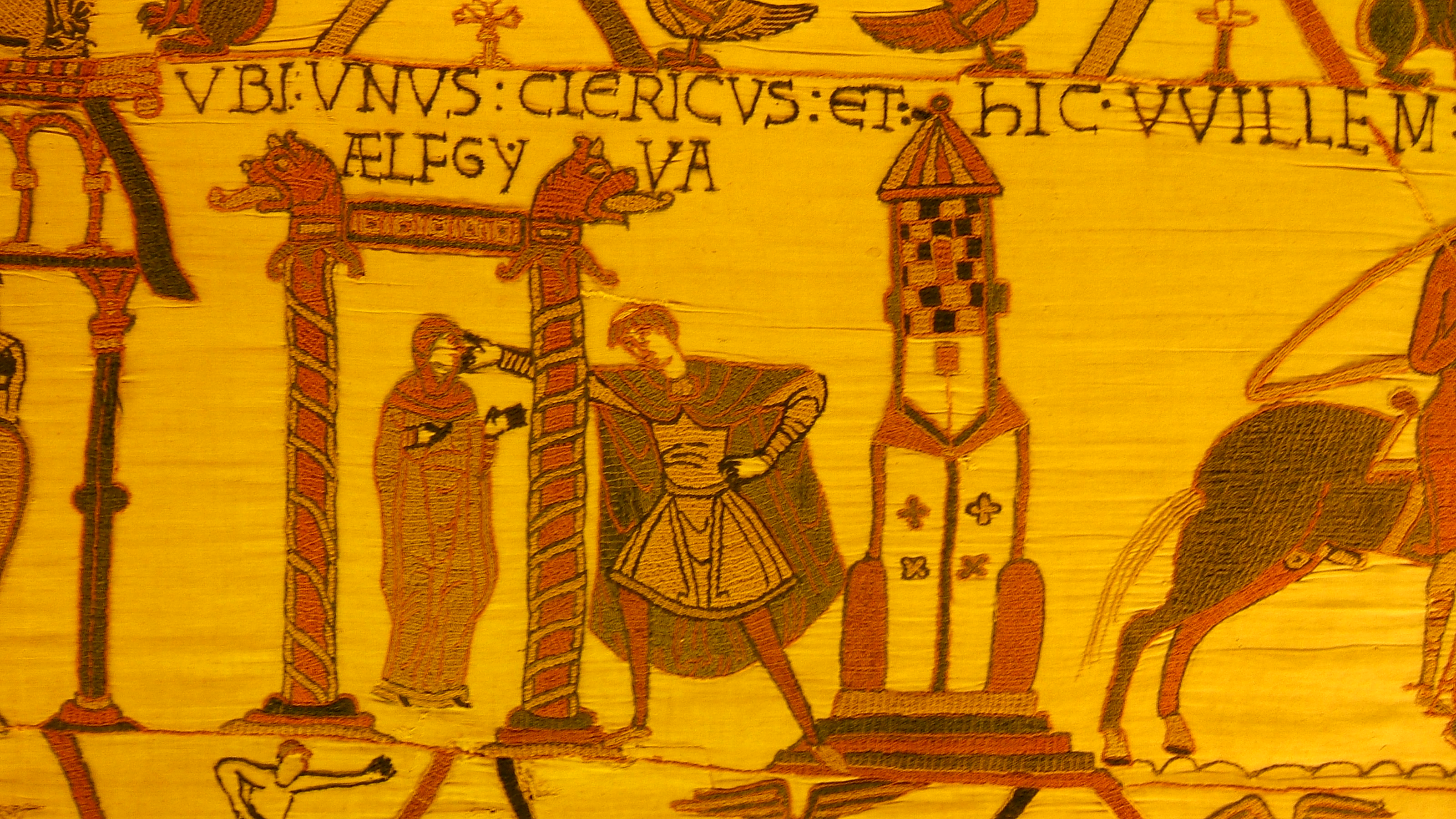
ici, un clerc et Ælgyva...

L'Encomium Emmae Reginae, panégyrique de la reine Emma de Normandie rédigé à sa demande, offre une image très négative d'Ælfgifu. Elle y décrite comme la concubine de Knut plutôt que comme son épouse, et l'auteur anonyme affirme que son fils Harold serait en réalité né de sa relation avec un domestique. Des rumeurs similaires sont rapportées par le chroniqueur Jean de Worcester, qui déclare avoir ouï dire que Sven était le fils d'un prêtre et Harold, celui d'un cordonnier,. Son image posthume n'est guère meilleure en Scandinavie où l'expression « l'époque d'Alviva » devient synonyme de pauvreté et de répression.
Il est possible qu’elle soit l’Ælfgyva représentée sur la tapisserie de Bayeux.
Ælfgifu de Northampton est l'un des personnages principaux de la série télévisée Vikings: Valhalla. Elle est incarnée par l'actrice écossaise Pollyanna McIntosh.

## Arbre généalogique
- Wulfrun
  - Wulfric Spot (mort entre 1002 et 1004)
    - une fille

  - Ælfhelm (mort en 1006), ealdorman de Northumbrie
    - Wulfheah (aveuglé en 1006)
    - Ufegeat (aveuglé en 1006)
    - Ælfgifu (morte après 1036), épouse du roi Knut le Grand
      - Harold Pied-de-Lièvre (mort en 1040), roi d'Angleterre
      - Sven Knutsson (mort en 1036), roi de Norvège

  - Ælfthryth
    - Ealdgyth, épouse du thegn Morcar